# Замак Пембрук
Замак Пембрук (енгл. Pembroke Castle, вел. Castell Penfro) се налази у Велсу. Пореклом је из једанаестог века. Он се налази на обали реке Кледо. Замак је у знатној мери рестауриран током раног 20. века и био је првобитно седиште фамилије грофова Пембрука.